# Sun Kil Moon
I Sun Kil Moon sono un gruppo musicale statunitense formatosi a San Francisco nel 2002 da Mark Kozelek come continuazione del progetto Red House Painters. Il nome è un omaggio al pugile sudcoreano Moon Sung-Kil: il pugilato è infatti una grande passione di Kozelek, e diverse canzoni del gruppo sono ispirate a nomi di famosi pugili.
Il gruppo ha finora pubblicato 7 album tra cui April del 2008 e l'apprezzato Benji del 2014.

## Discografia
Album in studio
- 2003 - Ghosts of the Great Highway
- 2005 - Tiny Cities
- 2008 - April
- 2010 - Admiral Fell Promises
- 2012 - Among the Leaves
- 2014 - Benji
- 2015 - Universal Themes
- 2017 - Common As Light and Love Are Red Valleys of Blood
- 2018 - This Is My Dinner
- 2019 - I Also Want to Die in New Orleans
- 2020 - Welcome To Sparks, Nevada
- 2021 - Lunch in the Park
- 2023 - Quiet Beach House Nights
- 2025 - All the Artists